# Васатыйя
Васатыйя (араб. وسطية‎; середина, умеренность) — принципиальное положение об умеренности и соблюдения «золотой середины» в доктрине ислама, к которой апеллирует 143 аят второй суры Корана «Аль-Бакара», в которой сказано:
 (ар.) القرآن: وكذلك جعلناكم أمة وسطا لتكونوا شهداء على الناس ويكون الرسول عليكم شهيدا وما جعلنا القبلة التي كنت عليها إلا لنعلم من يتبع الرسول ممن ينقلب على عقبيه وإن كانت لكبيرة إلا على الذين هدى الله وما كان الله ليضيع إيمانكم إن الله بالناس لرءوف رحيم
Что можно перевести на русский язык, как:
«Мы сделали вас общиной, придерживающейся середины, чтобы вы свидетельствовали обо всем человечестве, а Посланник свидетельствовал о вас самих. Мы назначили киблу, к которой ты поворачивался лицом прежде, только для того, чтобы отличить тех, кто последует за Посланником, от тех, кто повернется вспять. Это оказалось тяжело для всех, кроме тех, кого Аллах повел прямым путём. Аллах никогда не даст пропасть вашей вере. Воистину, Аллах сострадателен и милосерден к людям.».

## История и объяснения
Термин «Васатыйя», в отличие от многих других присутствующих в исламской доктрине сроков, направления упоминается в Коране. Например, такие наименования, как «Ахлю сунна валь джамаат», «Ахлюль-Хадис», «саляфизм», «суфизм» в Коране не упоминаются, однако термин «Васатыйя», «васат» (середина) отмечены в святом тексте как четко. К тому же у этого понятия есть много синонимов, которые также упоминаются в Коране. К таким понятиям можно отнести справедливость, умеренность, честность, толерантность и прочее.
Принцип «Васатыйя» не является нововведением в исламе. Однако из-за отсутствия хорошего исламского образования, определенное количество мусульман или ориентируется на пропагандистские материалы людей, использующих ислам в политических целях, или следуют местным традициям или суждением старших поколений
В хадисах упоминается история, когда Пророк узнал о том, что некоторые его последователи выражают проявления чрезмерного выполнения религиозных обрядов, как ограничения в еде, сне, обет безбрачия и т. д. Он отметил принципе умеренности и срединности, сказав о том, что следует и соблюдать пост, и молиться, и отдыхать, и жениться.
Позиция человека, который придерживается аль-Васатыйя предполагает соблюдение следующих требований:
- Отказ от экстремистских идей, разрушающих духовные ценности и культурное достояние человечества;
- Признание культурного разнообразия и его важности для развития человечества, проявление уважения к культурной самобытности разных народов;
- Использование материальных и интеллектуальных сил не для войн войн и конфликтов, а для развития всего человечества;
- Налаживание связей между народами с помощью современных информационных технологий;
- Совместное использование достижений различных цивилизаций для реализации целей по распространению высоких духовно-нравственных ценностей.
- С перечисленного следует, что для мусульман, которые придерживаются позиций аль-Васатыйя, собственно уважительное отношение к разным культурам, выявления общих для разных народов элементов культуры, признания культурного разнообразия и различий между людьми на пути к сотрудничеству.

## Сторонники Васатыйя
- Шейх Юсеф Аль-Карадави[4].
- Шейх Саид Исмагилов[5].
- Шейх Адель Аль-Фалях[6].
- Али Вячеслав Полосин[7].
- Али аль-Карадаги
- Сальман аль-Ауда
- Мухаммад аль-Газали